# 구시흐루스탈니
구시흐루스탈니(러시아어: Гусь-Хрустальный, 문화어: 구씨-흐루스딸리니)는 블라디미르주에 위치한 도시로, 구시강(오카강)에 면해 있고 블라디미르에서 남쪽으로 63km지점에 위치해 있다. 인구는 1만 7,900명(1926년), 4만 명(1939년), 6만 5,000명(1970년), 6만 7,121명(2002년)이다.
18세기에 수정이 발견된 뒤, 계속 도시로 성장하고 1931년에는 도시로 등록되었다.